# Emmitt Smith
Emmitt James Smith III (Pensacola, Florida, 15 mei 1969) is een Amerikaans voormalig Americanfootballspeler voor de Dallas Cowboys en de Arizona Cardinals in de National Football League. Smith speelde als running back, won driemaal de Super Bowl en is in 2010 opgenomen in de Pro Football Hall of Fame.